# Alice Catherine Evans
Alice Catherine Evans, född 29  januari 1881 i Neath i Bradford County i Pennsylvania, död 5  september 1975 i Alexandria i Virginia, var en amerikansk mikrobiolog. 
Evans föddes som yngsta barn till 
William Howell och Anne B. Evans. Fadern var jordbrukare och modern lärare och Evans undervisades först i hemmet och senare i en byskola. Efter examen från Susquehanna Collegiate Institute i Towanda arbetade hon som lärare, ett av de få yrken som kvinnor kunde ha på den tiden. Hon vantrivdes och vidareutbildade sig i bakteriologi på Cornell University och University of Wisconsin–Madison där hon tog en masterexamen 1910.
Evans hade inte råd att fortsätta sina studier utan sökte anställning som bakteriolog vid USA:s jordbruksdepartement i Madison. Hon arbetade i tre år i Wisconsin och flyttade därefter till en avdelning för mejeriforskning i  
Washington, D.C.. Evans fann  bakterien Bacillus abortus, som bland annat orsakar missfall hos kor, i mjölk och misstänkte att den kunde överföras till människor och orsaka sjukdomen Brucellos, eller Maltafeber.
Hon publicerade sina forskningsresultat i tidskriften Journal of Infectious Diseases år 1918 och rekommenderade att mjölken skulle pastöriseras. Hennes resultat möttes med skeptisism, kanske speciellt för att hon var kvinna och inte hade doktorerat.
År 1922 smittades Evans själv av Brucellos och tvingades ändra inriktningen av sin forskning. Från 1936 till pensioneringen år 1945 arbetade hon med Streptococcus pyogenes.